# Арабский хирург
Арабский хирург (лат. Acanthurus sohal) — морская лучепёрая рыба из семейства хирурговых.

## Описание
Общая длина тела до 40 см. Тело уплощенное с боков, хвостовой плавник в форме полумесяца. Окраска светло-серая, постепенно переходящая в белую на брюшной стороне. На голове выше глаз и на боках расположены узкие продольные чёрные полосы. Под грудными плавниками оранжевые пятна, вокруг выемки с шипом на хвостовом стебле короткая продольная оранжевая или красная полоса. Непарные плавники чёрные с узкой синей краевой каймой, грудные жёлтые вверху и белые внизу с чёрной каймой. В спинном плавнике 9 жестких и 30—31 мягких лучей, в анальном 3 жестких и 28—29 мягких, в грудных плавниках по 17 мягких лучей. Очень агрессивный территориальный вид.

## Ареал и места обитания
Арабский хирург распространен в тропических водах западной части Индийского океана от Красного моря до Персидского залива. Обитает на внешних склонах коралловых рифов на глубине до 20 м. Населяет воды с температурой +24…+30 °C.
В 2002 году одна особь была замечена у берегов Помпано Бич (Pompano Beach) во Флориде (Северная Америка), куда попала вероятно из аквариума. В результате арабский хирург был внесён в список интродуцированных видов в США.

## Питание
Питается различными видами водорослей, в основном из рода Sargassum и мелкими нитчатыми зелёными водорослями.

## Фото

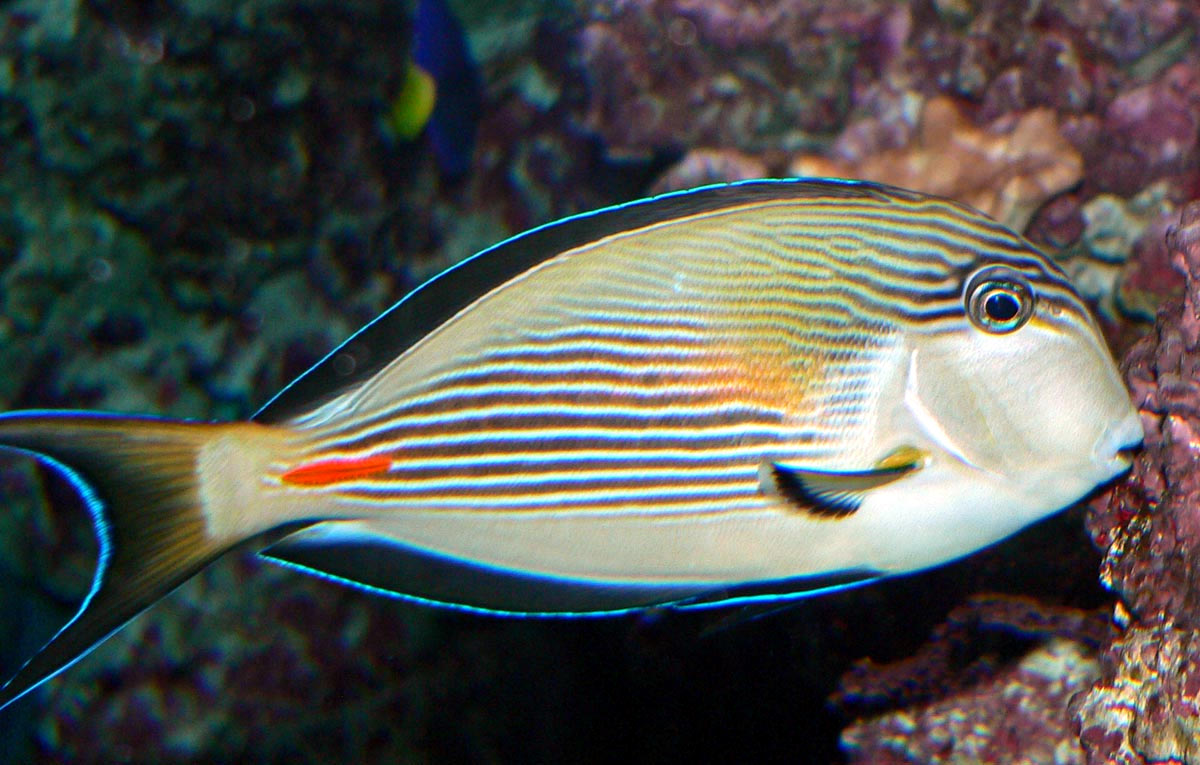
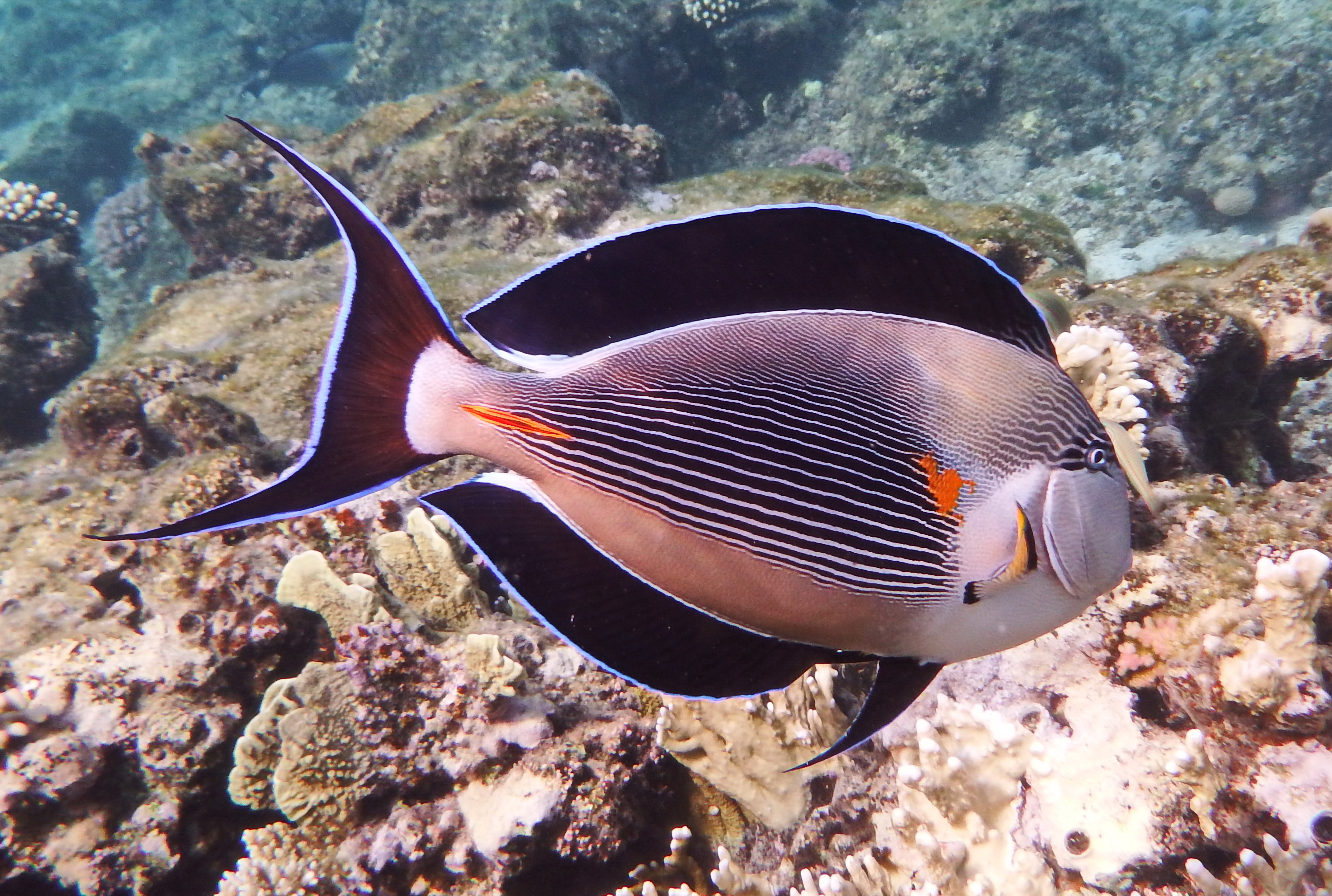
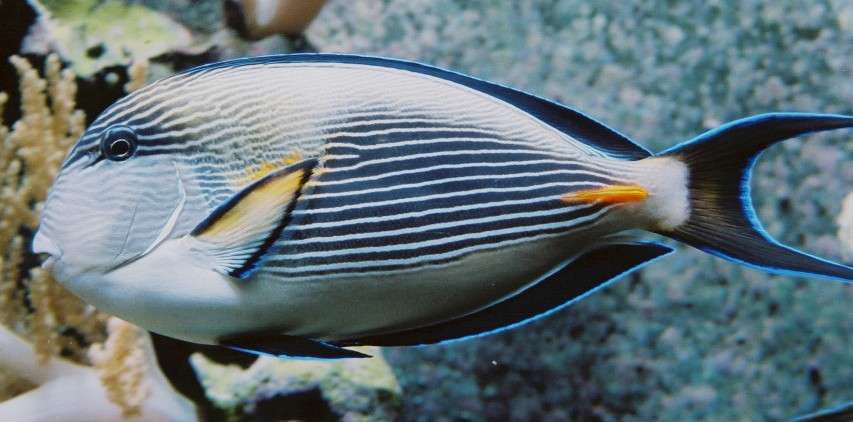
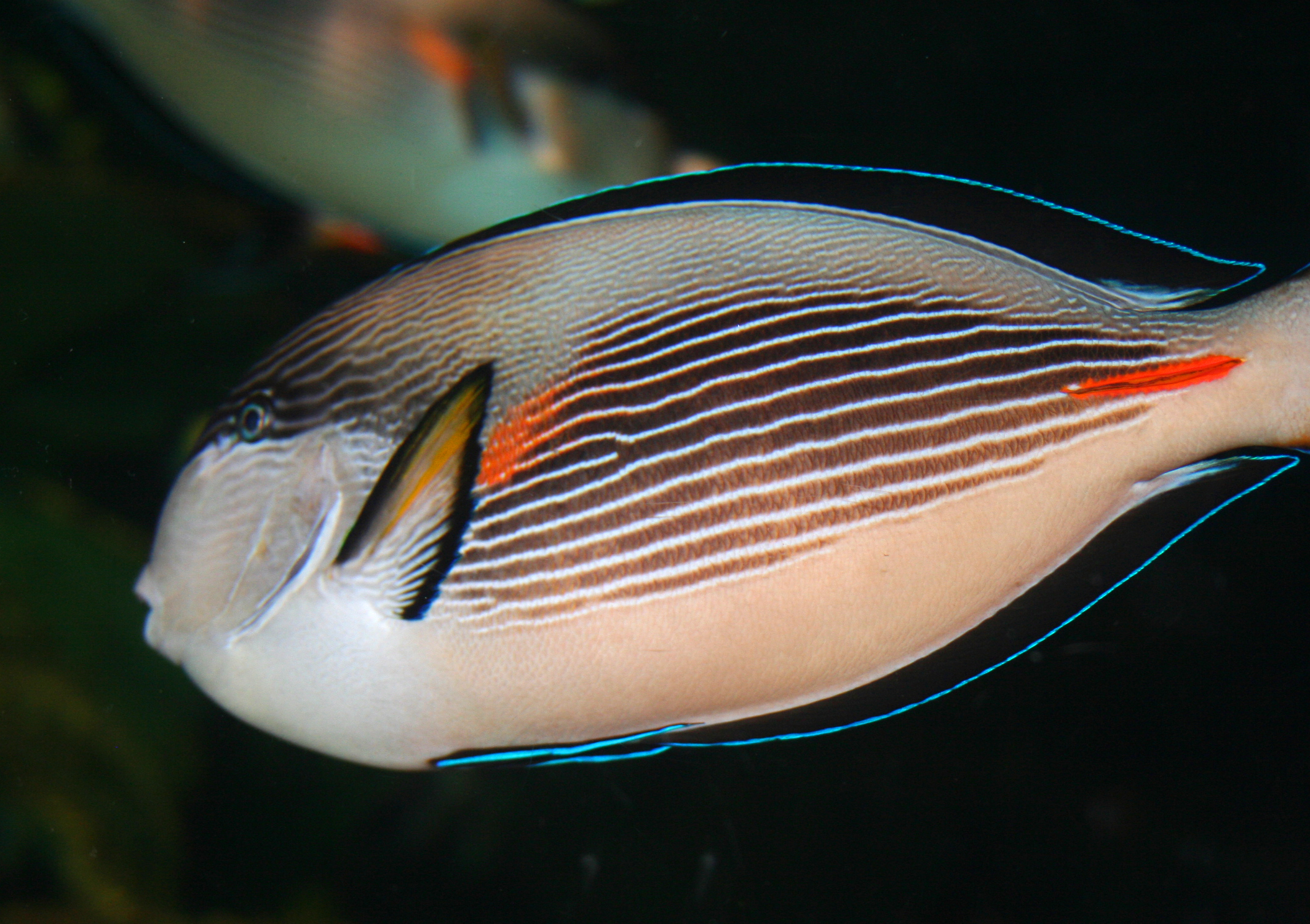
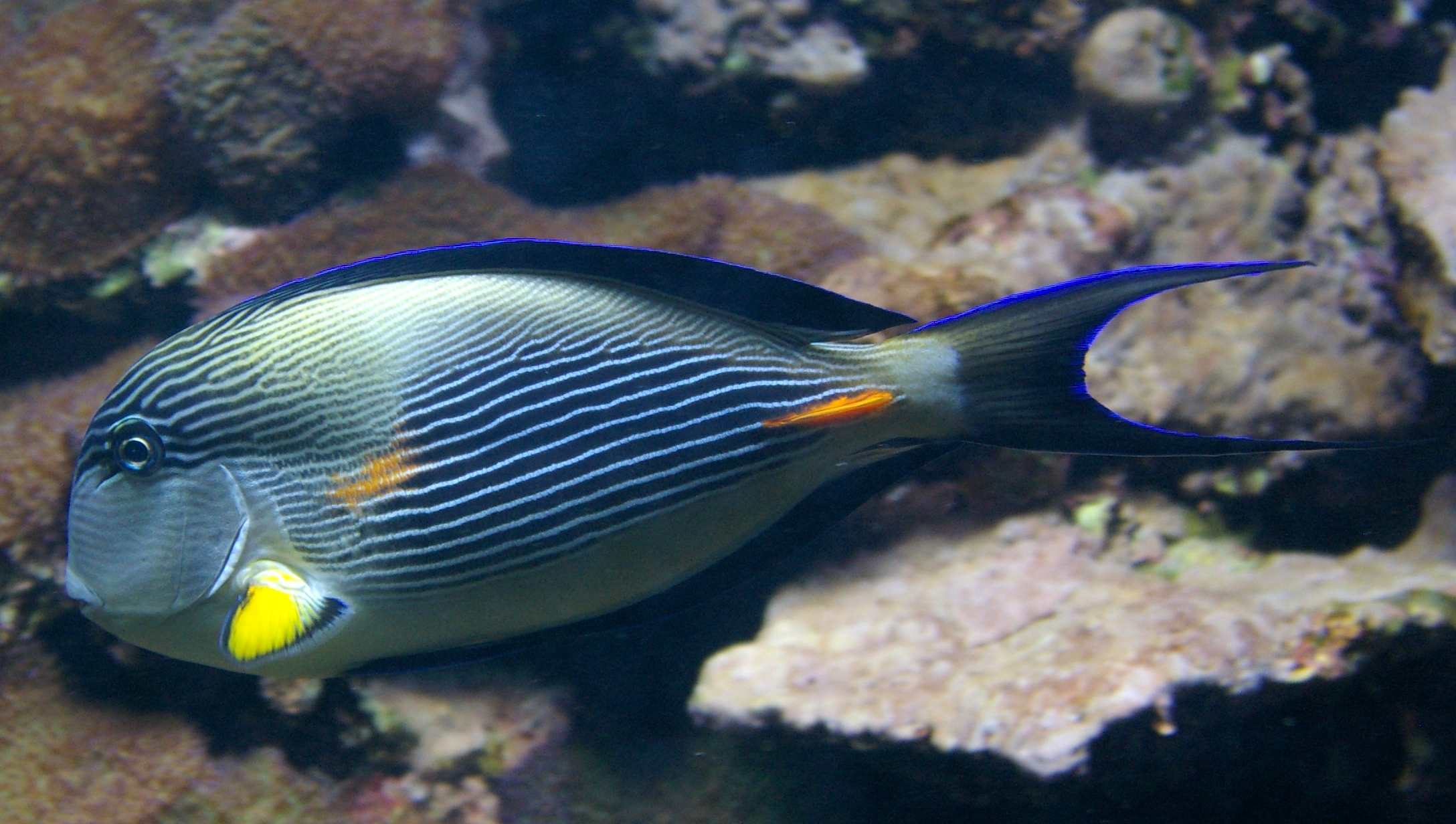
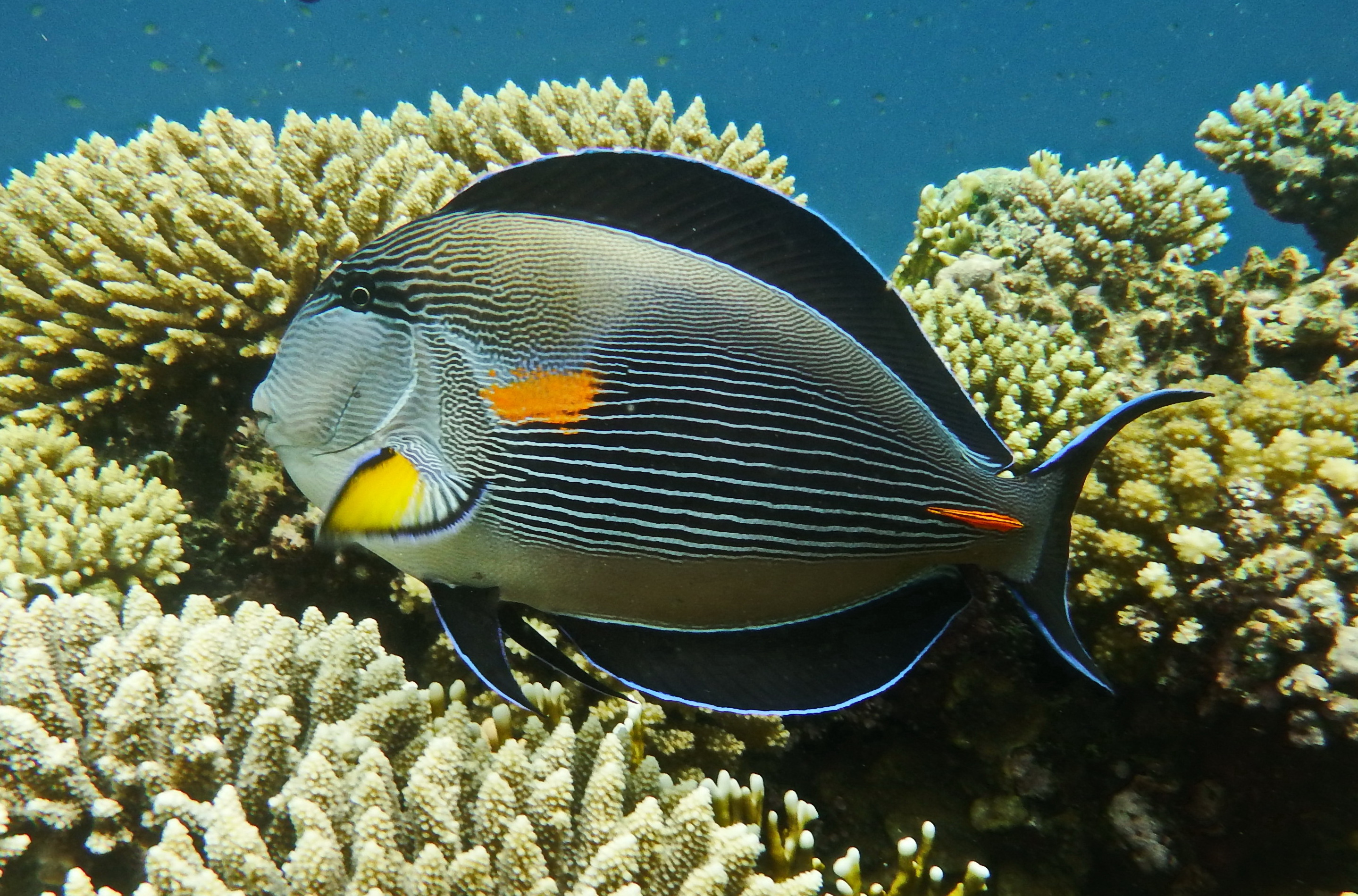